# Two Pages
Two Pages es un álbum del grupo británico 4hero, que fue seleccionado para el Mercury Music Prize en 1998. Ha sido considerado como fundamental en el desarrollo del sonido broken beat.
Existe un álbum de remixes relacionado llamado Two Pages Remixed.

## Canciones

### Versión en vinilo de 4 x LP

#### Disco uno ("Chapter 1")
A1. "Loveless" (feat. Ursula Rucker) – 5:54
A2. "Golden Age Of Life" – 6:01
A3. "Planetaria (A Theme From A Dream)" – 6:02
B1. "Third Stream" – 6:04
B2. "Spirits In Transit" – 4:54

#### Disco dos ("Chapter 2")
C1. "Escape That" – 5:25
C2. "Cosmic Tree" – 5:37
C3. "Universal Reprise" – 5:26
D1. "The Action" (feat. Ish AKA Butterfly) – 3:17
D2. "Wishful Thinking" – 4:39
D3. "Star Chasers" – 4:52

#### Disco tres ("Chapter 3")
E1. "We Who Are Not As Others" – 7:56
E2. "Humans" – 3:27
F1. "In The Shadows" – 6:23
F2. "Mathematical Probability" – 6:25

#### Disco cuatro ("Chapter 4")
G1. "Greys" – 2:09
G2. "Pegasus 51" – 6:49
H1. (Symbols) "Worlds End" – 8:06
H2. "Wormholes" – 0:40
H3. "Dauntless" – 2:49
H4. "Mother Solar (Part One)" – 0:11
H5. "Normal Changing World" – 0:13
H6. "De-Sci-Fer" – 0:06

### Versión en doble CD

#### Disco uno ("Page One")
1. "Loveless" (feat. Ursula Rucker) – 5:54
2. "Golden Age Of Life" – 6:00
3. "Planetaria (A Theme From A Dream)" – 6:04
4. "Third Stream" – 6:03
5. "Escape That" – 5:23
6. "Cosmic Tree" – 5:37
7. "Spirits In Transit" – 5:27
8. "The Action" (feat. Ish AKA Butterfly) – 3:17
9. "Star Chasers" – 4:53
10. "Wishful Thinking" – 5:21
11. "Universal Reprise" – 5:26
12. "Holograms" (feat. Azymuth)* - 5:38
13. "Ebisu Gardens"* - 6:05

*Temas exclusivos en Japón

#### Disco dos ("Page Two")
1. "We Who Are Not As Others" – 10:15
2. "Humans" – 3:32
3. "In The Shadows" – 6:23
4. "Mathematical Probability" – 6:25
5. "Greys" – 2:09
6. "Pegasus 51" – 6:49
7. (Symbols) "Worlds End" – 8:06
8. "Wormholes" – 0:40
9. "Dauntless" – 2:49

### Versión en un solo CD
1. "Loveless" (feat. Ursula Rucker) – 5:54
2. "Golden Age Of Life" – 6:01
3. "Planetaria (A Theme From A Dream)" – 6:02
4. "Third Stream" – 6:04
5. "Wormholes" – 0:32
6. "Escape That" – 5:25
7. "Mother Solar (Part One)" – 0:11
8. "Spirits In Transit" – 4:54
9. "Greys" – 2:00
10. "The Action" (feat. Ish AKA Butterfly) – 3:17
11. "Star Chasers" – 4:52
12. "Wishful Thinking" – 4:39
13. "Normal Changing World" – 0:13
14. "Universal Reprise" – 5:25
15. "We Who Are Not As Others" – 7:56
16. "Humans" – 3:27
17. "Pegasus 51" – 4:17
18. (Symbols) "Worlds End" – 6:25
19. "De-Sci-Fer" – 0:06